# Suyin Aerts
Ann Suyin (Suyin) Aerts (ca. 1974) is een Belgische onderneemster. Na een carrière als danseres ging ze aan de slag als actrice, verslaggever en presentatrice in de media- en televisiewereld. Sinds 2008 is zij bestuurder en partner van X-treme Creations. Door de diversiteit aan jobs gedurende haar zigzagcarrière wordt Aerts ook wel een slasher genoemd en wordt ze als rolmodel gezien voor vrouwelijke ondernemers die tevens moeder zijn.

## Carrière
Aerts deed haar studies aan het Hoger Instituut voor Dans en Danspedagogie in Lier (deze opleiding is later onderdeel geworden van het Koninklijk Conservatorium Antwerpen). In die periode vormde ze het duo Amour Obscur met Elise de Vliegher. In het begin van de jaren 1990 was ze actief als professioneel balletdanseres bij Compagnie Aimé de Lignière, waar ze als danseres optrad in de corps de ballet van de voorstellingen Carmen (1992-1993) en They shoot people (1993-1994). 
Ze werd op haar 23ste gediagnosticeerd met longembolie, waardoor ze het dansen achter zich moest laten. De embolie was het gevolg van proteïne S-deficiëntie, een zeldzame stollingsafwijking die ze van haar moeder geërfd zou hebben.
Halverwege de jaren 1990 pakte Aerts de draad weer op en legde ze zich op het acteren. Zo had ze twee jaar werk aan een hoofdrol van de personage Kim Vissers in de VT4-tv-serie Vennebos (1997–1998). Ook kreeg ze een bijrol in de film Dief! (1998).  In de tv-serie Samson en Gert (2000) speelde Aerts de rol van Miss Lenigem in de aflevering Haar voor Octaaf.
In die periode werkte ze ook in de modesector als Sales Manager van modemerk Marithé & François Girbaud. In het begin van de jaren 2000 volge ze in Brussel een Postgraduaatopleiding Industrieel Ondernemingsbeleid.
Rond 2008 werd Aerts partner in X-treme Creations, een visueel marketingbedrijf dat in 1994 was opgericht door haar toenmalige vriend Dan Vandevoorde, later haar echtgenoot.
In 2014 kreeg ze een hersenembolie en zou ze geadviseerd zijn voorzichtig te doen doch vooral te léven. De wetenschappelijke onzekerheid of dat de hersenembolie aan de eerder ontdekte proteïne S-deficiëntie te linken was was voor Aerts dan ook motivatie om vooral het doktersadvies te volgen. Derhalve was ze naast haar werk in X-treme Creations in de periode van 2015 to 2019 voorzitter van vrouwennetwerk Artemis Brussel. In dezelfde periode ging ze tevens aan de slag als journaliste en presentatrice voor Kanaal Z.
Ze verdiepte zich in de combinatie van digitale en menselijke krachten met een cursus Take The Lead, Digital Disruption aan de Vlerick Business School. Deze cursus rondde ze in 2020 af.
Sinds 2018 schrijft Aerts een blog op haar website #Suyin onder het kopje My Friday Thoughts. Ze was voorts een poos redacteur van de B19 mag, een magazine van de netwerkorganisatie B19. Met Murielle Marie Ungricht schreef Aerts het boek Tijd voor de creatieve generalist!, een pleidooi voor rebels ondernemerschap. Dit boek is gepubliceerd in 2022 bij Uitgeverij Lannoo.

## Persoonlijk
Aerts kreeg bij haar geboorte een Chinese voornaam, Suyin, naar aanleiding van een boek van Han Suyin dat haar moeder gedurende de zwangerschap las.
Anno 2023 woont Aerts in Zaventem, is ze getrouwd met Dan Vandevoorde, tevens haar zakenpartner in X-Treme Creations, en heeft ze twee dochters.

## Oeuvre

### Dans
Aerts was danseres in de volgende voorstellingen van de Compagnie Aimé de Lignière:
- 1992-1993: Carmen[7]

- 1993-1994: They shoot people[8]

### Acteerwerk
- 1997-1998: Vennebos, een tv-serie waar Aerts een hoofdrol speelde als het personage Kim Vissers.
- 1998: Dief!, waarin Aerts een bijrol had.[10]
- 2000: Samson en Gert, waar Aerts de rol had van Miss Lenigem in de aflevering Haar voor Octaaf.

### Publicatie
- 2022: in samenwerking met Murielle Marie Ungricht, Tijd voor de creatieve generalist!, Uitgeverij Lannoo.[18][17][2]

## Onderscheidingen
Doorheen haar loopbaan werd Suyin meermaals erkend voor haar inspanningen en verwezenlijkingen. Zo ontving ze:
- 1997: De Persprijs van de Miss België-verkiezing[9]
- 2012: De Nederlandse VMC Talent Award voor Vrouwen in Marketing & Communicatie[21][9][1]
- 2016: De prijs van Netwerker van het Jaar van Voka, Kamer van Koophandel in België.[18][22][9][1]
- 2019: De Wintrade Award in de categorie Women in Media, Londen[21], wat door de jury gemotiveerd werd met “Suyin is als internationaal en meertalig mediafiguur een voorbeeld van een inspirerende en ambitieuze vrouw die naast een gezin verschillende jobs moeiteloos combineert.”[21]

## Links, bronnen, en referenties